# Theope eupolis
Theope eupolis är en fjärilsart som beskrevs av William Schaus 1890. Theope eupolis ingår i släktet Theope och familjen Riodinidae. Inga underarter finns listade i Catalogue of Life.